# Ливийская Арабская Республика
Ли́вийская Ара́бская Респу́блика (араб. الجمهورية العربية الليبية‎) — государство в Северной Африке, созданное после военного переворота в Ливии 1969 года, упразднившего монархию. Существовала с 1969 по 1977 г.
1 сентября 1969 года группа «свободных офицеров» под предводительством 28-летнего полковника Муаммара Каддафи и при активной поддержке египетских спецслужб провела государственный переворот и свергла монархию. Король Идрис, находившийся в тот момент на лечении в Турции, бежал в Египет. Новый режим, возглавляемый Советом революционного командования (СРК), провозгласил Ливийскую Арабскую Республику. Девизом Совета был «свобода, социализм и единство». 
В декабре 1969 года была издана временная конституция, провозглашавшая необходимость единства арабов как важнейшую задачу государства. Идеи политического единства арабов легли в основу массовой политической партии — Арабский социалистический союз. Декрет о создании партии был опубликован в июне 1971 года, деятельность других политических партий запрещалась. Главная задача партии состояла в привлечении основной массы народа к управлению государством и участию в широкомасштабных реформах, которые осуществлялись лидером ливийской революции.

Новое правительство провозглашало цели уменьшить «отсталость», занять активную позицию в палестинском конфликте, способствовать арабскому единству и проводить внутреннюю политику, основанную на принципах социальной справедливости, отсутствия эксплуатации и равнораспределения богатства. Великобритании и США почти в ультимативной форме было предложено в кратчайшие сроки ликвидировать своё военное присутствие в Ливии. Дни вывода английских (28 марта 1970 года) и американских (11 июня 1970 года) военных баз отмечались в стране как национальные праздники. 

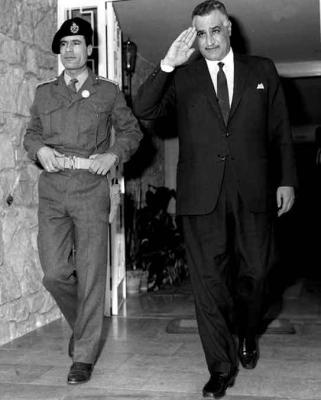
Каддафи (слева) с президентом Египта Гамалем Абделем Насером в 1969 году

В течение последующих четырех лет были национализированы все нефтяные компании и прекращено действие всех соглашений о военном и экономическом сотрудничестве, заключенных западными компаниями с правительством короля Идриса I. 4 марта 1972 года было подписано соглашение об экономическом и техническом сотрудничестве с СССР.
В мае 1973 года Каддафи впервые публично выступил с идеями «третьей мировой теории», изложенной позднее в его знаменитой «Зелёной книге». Каддафи отверг как идеи капитализма с его эксплуатацией человека человеком, так и советский вариант социализма с его подчинением человека государству. Он объявил, что основные принципы социальной справедливости изложены в Коране и должны быть возрождены через прямое участие работников в управлении производством (через народные комитеты) и путём распределения между ними всего созданного продукта.
Осенью 1974 года СРК издал целый ряд законов, основанных на шариате. Вводилось суровое наказание за употребление, ввоз и производство спиртных напитков, были внесены изменения в семейное законодательство. Однако практическая реализация идей «третьей мировой теории» наталкивалась на сопротивление со стороны прокапиталистически настроенной внутренней оппозиции. В июне 1975 года было совершено неудачное покушение на членов правительства во время военного парада, в августе была произведена попытка военного переворота во главе с членом СРК О. Мохейши.
2 марта 1977 года на чрезвычайной сессии Всеобщего народного конгресса (ВНК) в городе Сабха Ливийская республика была преобразована в Социалистическую Народную Ливийскую Арабскую Джамахирию (то есть «государство масс»).

## Попытки контрпереворотов
После образования Ливийской Арабской Республики Каддафи и его соратники настаивали на том, что их правительство будет основываться не на единоличном руководстве, а скорее на коллегиальном принятии решений.
Первая крупная смена кабинета министров произошла вскоре после первого вызова хунте. В декабре 1969 года Адам Саид Хавваз, министр обороны, и Муса Ахмад, министр внутренних дел, были арестованы и обвинены в планировании государственного переворота. В новом кабинете министров, сформированном после кризиса, Каддафи, сохранив свой пост председателя СРК, также стал премьер-министром и министром обороны.
Майор Абдель Салам Джеллуд, которого обычно считали вторым после Каддафи в СРК, стал заместителем премьер-министра и министром внутренних дел. Этот кабинет насчитывал тринадцать членов, из которых пятеро были офицерами СРК. Хунте был брошен второй вызов в июле 1970 года, когда Абдулла Абид Сануси и Ахмед аль-Сенусси, дальние родственники бывшего короля Идриса, и члены клана Сайф ан Наср из Феццана были обвинены в заговоре с целью захвата власти. После того, как заговор был раскрыт, произошла существенная смена кабинета министров, офицеры СРК впервые составили большинство среди новых министров.

## Утверждение власти Каддафи
С самого начала представители СРК заявляли о серьёзном намерении привлечь «несуществующий режим» к ответственности. В 1971 и 1972 годах более 200 бывших правительственных чиновников, в том числе семь бывших премьер—министров и многочисленные члены бывшего кабинета министров, а также отстранённый от власти король Мухаммад Идрис ас-Сануси и члены королевской семьи предстали перед «Ливийским народным судом» по обвинению в государственной измене и коррупции.
Многих, кто, как и Идрис, жил в изгнании, судили заочно. Хотя значительная часть обвиняемых была оправдана, другие были приговорены к тюремному заключению сроком до пятнадцати лет и крупным штрафам. Было вынесено пять смертных приговоров, все, кроме одного, заочно, в том числе один в отношении Идриса. Фатима аш-Шариф, бывшая королева, и Хасан ар Рида были приговорены к пяти и трём годам тюремного заключения соответственно.
Тем временем Каддафи и СРК распустили орден Санусия и официально понизили его историческую роль в достижении независимости Ливии. Он также критиковал региональные и племенные различия как препятствия на пути социального прогресса и арабского единства, увольняя традиционных лидеров и проводя административные границы между племенными группировками.
Движение свободных офицеров было переименовано в партию «Арабский социалистический союз» (АСС) в 1971 году по образцу Арабского социалистического союза Египта и стало единственной легальной партией в Ливии Каддафи. Она выступала в качестве «средства национального самовыражения», призванного «повысить политическое сознание ливийцев» и «помочь СРК в формулировании государственной политики путём обсуждения на открытых форумах». Профсоюзы были включены в АСС, а забастовки объявлены вне закона. Пресса, и без того подвергавшаяся цензуре, была официально призвана в 1972 году в качестве агента революции. Итальянцы и то, что осталось от еврейской общины, были изгнаны из страны, а их имущество конфисковано в октябре 1970 года.
В 1972 году Ливия присоединилась к Федерации Арабских Республик вместе с Египтом и Сирией, но предполагаемый союз панарабских государств так и не имел ожидаемого успеха и фактически бездействовал после 1973 года.
Шли месяцы, а Каддафи, захваченный своими апокалиптическими представлениями о революционном панарабизме и исламе, «сцепившихся в смертельной схватке» с тем, что он называл «окружающими демоническими силами реакции, империализмом и сионизмом», все больше уделял внимания международным, а не внутренним делам. В результате рутинные административные задачи легли на плечи майора Джаллуда, который в 1972 году стал премьер-министром вместо Каддафи. Два года спустя Джаллуд взял на себя оставшиеся административные и протокольные обязанности Каддафи, чтобы позволить Каддафи посвятить своё время «революционному теоретизированию». Каддафи оставался главнокомандующим вооружёнными силами и главой государства. Иностранная пресса высказывала предположения о затмении его авторитета и личности в СРК, но Каддафи вскоре развеял эти теории своими мерами по реструктуризации ливийского общества.

## Сближение с социалистическим блоком
После сентябрьского переворота американские войска сознательно приступили к запланированному выводу войск с авиабазы «Уилус» в соответствии с соглашением, заключенным с предыдущим правительством. Министр иностранных дел Салах Бусир сыграл важную роль в переговорах о выводе британских и американских войск из новой республики. Последний американский контингент передал объект ливийцам 11 июня 1970 года, и эта дата впоследствии отмечалась в Ливии как национальный праздник. 27 марта 1970 года британская авиабаза в Эль-Адеме и военно-морская база в Тобруке были оставлены.
Поскольку отношения с США неуклонно ухудшались, Каддафи установил тесные связи с Советским Союзом и другими странами Восточного блока, сохраняя при этом позицию Ливии как неприсоединившейся страны и выступая против распространения коммунизма в арабском мире. Ливийская армия, резко увеличившаяся по сравнению с дореволюционными силами численностью 6000 человек, которые были обучены и оснащены британцами, была вооружена бронетехникой и ракетами советского производства.

## Нефтяная политика
Экономической основой Ливии были доходы от продажи нефти. Однако запасы нефти в Ливии были невелики по сравнению с запасами других крупных арабских нефтедобывающих государств. Как следствие, Ливия была более готова к нормированию производства в целях сохранения своих природных богатств и менее восприимчива к умеренному росту цен, чем другие страны. Нефть рассматривалась как средство финансирования экономического и социального развития крайне слаборазвитой страны, так и как политическое оружие, которым можно было воспользоваться в борьбе арабов против Израиля.
Увеличение добычи, последовавшее за революцией 1969 года, сопровождалось требованиями Ливии о повышении цен на нефть, большей доле доходов и большем контроле над развитием нефтяной промышленности страны. Иностранные нефтяные компании согласились на повышение цен более чем в три раза по сравнению с тогдашнем уровнем (с 0,90 до 3,45 доллара США за баррель) в начале 1971 года. В декабре ливийское правительство внезапно национализировало активы British Petroleum в Ливии и вывело средства на сумму около 550 миллионов долларов США, вложенные в британские банки в результате внешнеполитического спора. British Petroleum отклонила как неадекватное предложение Ливии о компенсации, и британское казначейство запретило Ливии участвовать в стерлинговой зоне.
В 1973 году ливийское правительство объявило о национализации контрольного пакета акций всех других нефтяных компаний, работающих в стране. Этот шаг дал Ливии контроль над примерно 60 процентами внутренней добычи нефти к началу 1974 года, и впоследствии эта цифра выросла до 70 процентов. О полной национализации не могло быть и речи, учитывая необходимость иностранного опыта и средств в разведке, добыче и распределении нефти.

### Нефтяной кризис 1973 года
Настаивая на продолжении использования нефти в качестве рычага давления на Израиль и его сторонников на Западе, Ливия настоятельно призвала Организацию стран-экспортеров нефти (ОПЕК) принять меры в 1973 году, воинственность Ливии была частично ответственна за меры ОПЕК по повышению цен на нефть, введению эмбарго и получению контроля над производством. 19 октября 1973 года Ливия стала первой арабской страной, которая ввела нефтяное эмбарго против Соединенных Штатов после того, как президент США Ричард Никсон объявил, что США предоставят Израилю военную помощь в размере 2,2 миллиарда долларов во время войны Судного дня. Саудовская Аравия и другие арабские нефтедобывающие страны, входящие в ОПЕК, последуют её примеру на следующий день.
В то время как другие арабские страны отменили своё нефтяное эмбарго 18 марта 1974 года, режим Каддафи отказался это сделать. В результате такой политики добыча нефти в Ливии сократилась вдвое в период с 1970 по 1974 год, в то время как доходы от экспорта нефти выросли более чем в четыре раза. Добыча продолжала падать, достигнув дна на одиннадцатилетнем минимуме в 1975 году в то время, когда правительство готовилось инвестировать большие суммы доходов от продажи нефти в другие секторы экономики. После этого добыча стабилизировалась на уровне около двух миллионов баррелей в день. Производство и, следовательно, доходы снова сократились в начале 1980-х годов из-за высоких цен на ливийскую нефть и из-за рецессии в промышленно развитом мире, снизившей спрос на нефть из всех источников.
Пятилетний план экономических и социальных преобразований Ливии (1976–1980 годы), объявленный в 1975 году, был запрограммирован на то, чтобы направить 20 миллиардов долларов США на развитие широкого спектра экономических видов деятельности, которые продолжат приносить доход после того, как запасы нефти в Ливии будут исчерпаны. Планировалось, что сельское хозяйство получит наибольшую долю помощи в попытке сделать Ливию самодостаточной в продовольствии и помочь сохранить сельское население в деревне. Промышленность, которой до революции было немного, также получила значительное финансирование в рамках первого плана развития, а также во втором, начатом в 1981 году.

## Трансформация в Джамахирию (1973–1977 годы)

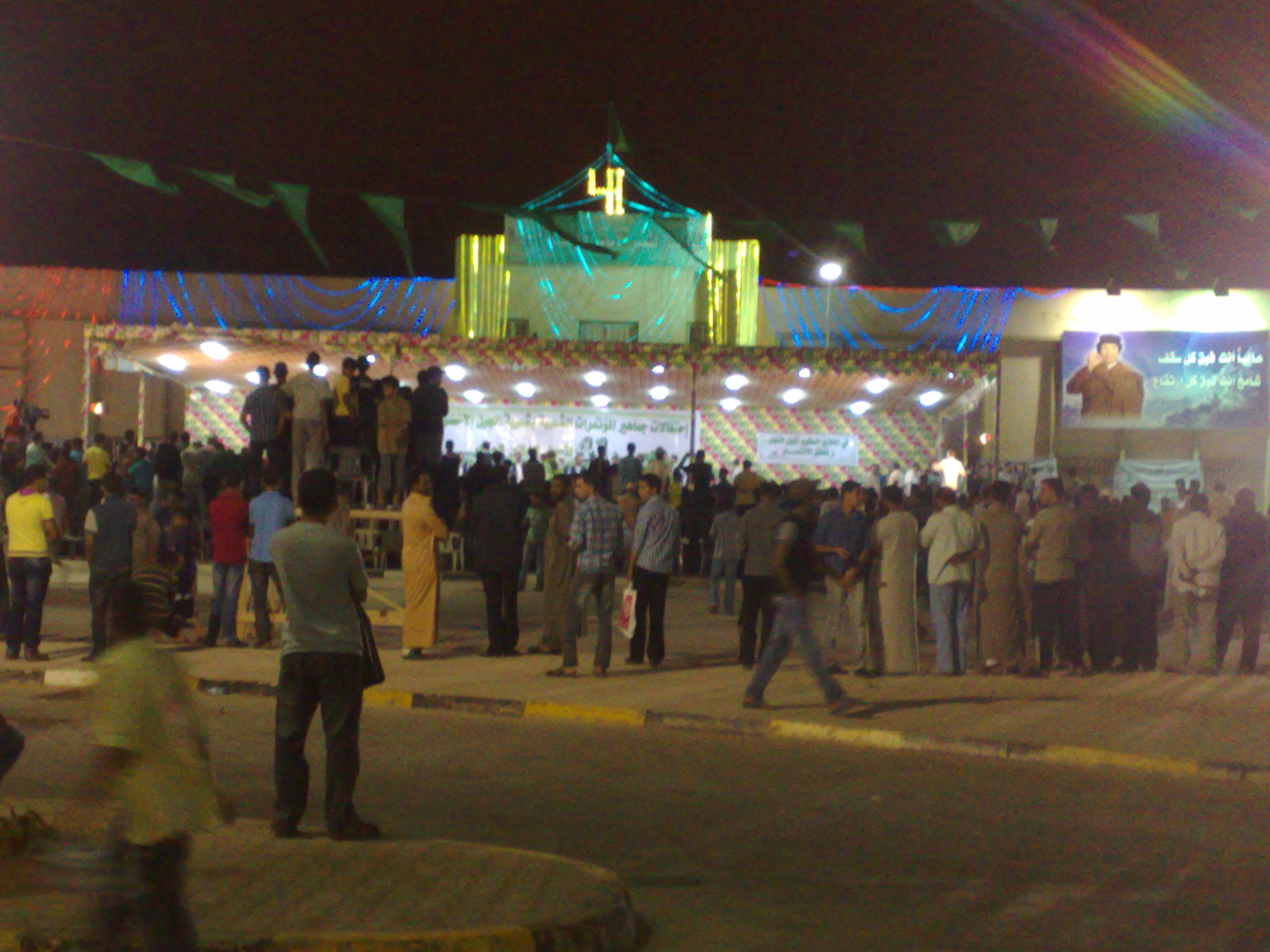
Праздник Альфате в Байде, Ливия, 1 сентября 2010 года.

«Переделка ливийского общества», содержащаяся в идеологических концепциях Каддафи, начала официально воплощаться в жизнь в 1973 году, с культурной революцией. Эта революция была призвана обеспечить бюрократическую эффективность, общественный интерес и участие в субнациональных правительственных системах, а также национальную политическую координацию. В попытке вселить революционный пыл в своих соотечественников и вовлечь большое количество из них в политические дела, Каддафи призвал их бросить вызов традиционной власти и самим захватить власть и управлять государственными органами. Инструментом для этого был народный комитет. В течение нескольких месяцев такие комитеты были обнаружены по всей Ливии. Они были функционально и географически основаны и в конечном итоге стали отвечать за местную и региональную администрацию.
Народные комитеты были созданы в таких сильно отличающихся друг от друга организациях, как университеты, частные коммерческие фирмы, правительственные бюрократические структуры и средства массовой информации. Географически обоснованные комитеты были сформированы на провинциальном, муниципальном и низком уровнях. Места в народных комитетах на низком уровне заполнялись путём прямых всенародных выборов; избранные таким образом члены затем могли быть отобраны для работы на более высоких уровнях. К середине 1973 года, по разным оценкам, число членов народных комитетов составляло более 2000 человек. В рамках своих административных и регулирующих задач и методов отбора своих членов народные комитеты якобы воплощали концепцию прямой демократии, которую Каддафи выдвинул в первом томе Зелёной книги, появившемся в 1976 году. Та же концепция лежала в основе предложений о создании новой политической структуры, состоящей из «народных собраний». Центральным элементом новой системы был Всеобщий народный конгресс Ливии, национальный представительный орган, призванный заменить СРК.

### Протесты 7 апреля 1976 года
Во время этого переходного периода, 7 апреля 1976 года, студенты университетов в Триполи и Бенгази протестовали против нарушений прав человека и военного контроля над всеми аспектами жизни в Ливии и призвали к свободным и справедливым выборам и передаче власти гражданскому правительству. Имели место ожесточенные контрдемонстрации, и многие студенты были заключены в тюрьму. В годовщину этого события 7 апреля 1977 года в Бенгази были публично казнены студенты, в том числе Омар Дабоб и Мухаммед Бен Сауд, а позже на той неделе были казнены военные, выступавшие против Каддафи. Друзей и знакомых заставляли участвовать или наблюдать за казнями. Регулярные казни продолжались ежегодно 7 апреля до конца 1980-х годов.

### Ливийская Джамахирия
2 марта 1977 года на чрезвычайной сессии Всеобщего народного конгресса (ВНК) в городе Сабха по указанию Каддафи принял «Декларацию об установлении народной власти» и Ливийская республика была преобразована в Социалистическую Народную Ливийскую Арабскую Джамахирию. В официальной политической философии государства Каддафи система Джамахирии (то есть «государство масс») была уникальной для страны, хотя и представлялась как материализация Третьей всемирной теории, предложенной Каддафи для применения ко всему Третьему миру.